# کامیتا، توکوشیما
کامیتا (上板町 Kamiita-chō) یک منطقهٔ مسکونی در ژاپن است که در استان توکوشیما واقع شده‌است. کامیتا ۱۳٬۱۲۶ نفر جمعیت دارد.